# Litoria vocivincens
Litoria vocivincens är en groddjursart som beskrevs av Menzies 1972. Litoria vocivincens ingår i släktet Litoria och familjen lövgrodor. IUCN kategoriserar arten globalt som livskraftig. Inga underarter finns listade i Catalogue of Life.